# Antonio Padula
Antonio Padula (Napoli, 13 agosto 1858 – Napoli, 1928) è stato uno storico e scrittore italiano.

## Biografia
Di famiglia nobile di ascendenze spagnole, Antonio era figlio di Enrico e di Maria Carmen Dicaterino. Suoi zii erano il matematico Fortunato Padula e il sacerdote e letterato Vincenzo Padula.
Crebbe in un ambiente famigliare fortemente stimolante sotto l'aspetto culturale e già da giovane età iniziò ad interessarsi della storia, in particolare di quella del Portogallo di cui divenne un profondo conoscitore. Pubblicò la sua prima opera nel 1895 e nel 1902 fondò a Napoli la Società Luigi Camoens per promuovere gli studi di lusitanistica in Italia. Il successo delle sue opere giunse sino in Portogallo dove re Carlo I lo nominò membro corrispondente dell'Accademia delle Scienze di Lisbona nel 1897 e nel 1900 gli concesse la nobiltà ereditaria ed altre onorificenze di stato alle quali dedicò, per interesse faleristico, una propria pubblicazione.
Membro della Regia Commissione Araldica Napoletana, il Padula fu inoltre membro di numerose accademie e società di studio ed ottenne la cittadinanza onoraria delle città di Acri, Cerzeto, San Martino di Finita e San Benedetto Ullano. Vittorio Emanuele III lo nominò motu proprio grand'ufficiale dell'ordine della corona d'Italia per i suoi contributi alla storiografia. 
Iscrittosi al Partito Nazionale Fascista nel 1923, morì a Napoli nel 1928.

## Opere
- I nuovi poeti portoghesi: studio, Napoli, 1896
- Il Portogallo nella storia della civiltà, Napoli, 1903
- Gli ordini cavallereschi del Regno del Portogallo, Napoli, 1908